# Great Lakes Megalopolis
Siêu đô thị Ngũ Đại Hồ bao gồm một nhóm các vùng đô thị, chủ yếu là Midwestern Hoa Kỳ, xung quanh vùng Ngũ Đại Hồ và vùng Nam Ontario của Canada, và cũng bao gồm một phần của Pennsylvania, New York, và Quebec. Vùng này kéo dài từ hành lang Milwaukee–Chicago đến hành lang Detroit–Toronto, và bao gồm Indianapolis, Louisville, Grand Rapids, Cincinnati, Dayton, Columbus, Cleveland, Toledo, Ottawa, Buffalo, Rochester và kéo đến Pittsburgh, St. Louis, và Kansas City. Vùng siêu đô thị này có dân số ước khoảng 54 triệu người theo điều tra năm 2000 là ước đạt 65 triệu người vào năm 2025.

## Thống kê dân số
| Hạng | Diện tích                              | Bang/ Tỉnh | Hình | CSA/CMA dân số 2009 | Dự kiến dân số 2025 | Dự kiến tăng 2009-2025 |
| ---- | -------------------------------------- | ---------- | ---- | ------------------- | ------------------- | ---------------------- |
| 1    | Chicago                                | IL-IN-WI   |      | 9.804.845           | 10.935.100          | 1.130.255              |
| 2    | Toronto                                | ON         |      | 5.741.400           | 7.408.000           | 1.666.600              |
| 3    | Detroit                                | MI         |      | 5.327.764           | 6.191.000           | 863.236                |
| 4    | Montreal                               | QC         |      | 3.859.300           | 4.246.931           | 387.631                |
| 5    | Minneapolis – Saint Paul               | MN-WI      |      | 3.604.460           | 4.031.000           | 426.540                |
| 6    | St. Louis                              | MO-IL      |      | 2.892.874           | 3.049.000           | 156.126                |
| 7    | Cleveland                              | OH         |      | 2.891.988           | 3.172.000           | 280.012                |
| 8    | Pittsburgh                             | PA         |      | 2.445.117           | 2.168.818           | -267.299               |
| 9    | Cincinnati                             | OH-KY-IN   |      | 2.214.954           | 2.448.000           | 233.046                |
| 10   | Kansas City                            | MO-KS      |      | 2.067.585           | 2.374.900           | 307.315                |
| 11   | Indianapolis                           | IN         |      | 2.064.870           | 2.406.000           | 341.130                |
| 12   | Columbus                               | OH         |      | 2.031.229           | 2.446.450           | 415.221                |
| 13   | Milwaukee                              | WI         |      | 1.760.268           | 1.913.000           | 157.732                |
| 14   | Ottawa – Gatineau                      | ON-QC      |      | 1.451.415           | 1.596.556           | 145.141                |
| 15   | Louisville                             | KY-IN      |      | 1.395.634           | 1.602.456           | 206.822                |
| 16   | Grand Rapids                           | MI         |      | 1.327.366           | 1.530.000           | 202.634                |
| 17   | Buffalo                                | NY         |      | 1.203.493           | 1.040.400           | -163.093               |
| 18   | Rochester                              | NY         |      | 1.149.653           | 1.078.600           | -71.053                |
| 19   | Dayton                                 | OH         |      | 1.066.261           | 1.066.261           | 0                      |
| 20   | Hamilton                               | ON         |      | 740.200             | 954.858             | 214.658                |
| 21   | Toledo                                 | OH-MI      |      | 672.220             | 672.220             | 0                      |
| 22   | Madison                                | WI         |      | 628.947             | 820.483             | 191.563                |
| 23   | Lansing                                | MI         |      | 523.609             | 547.325             | 23.716                 |
| 24   | Kitchener – Waterloo                   | ON         |      | 492.400             | 635.196             | 142.796                |
| 25   | London                                 | ON         |      | 492.200             | 634.938             | 142.738                |
| 26   | St. Catharines – Niagara               | ON         |      | 404.400             | 521.676             | 117.276                |
| 27   | Windsor                                | ON         |      | 330.900             | 426.861             | 95.961                 |
|      | Tổng CSA/CMA của các vùng đô thị chính | US-Canada  |      | 58.350.456          | 64.918.029          | 6.567.573              |